# Calligonum ustjurtense
Calligonum ustjurtense là một loài thực vật có hoa trong họ Rau răm. Loài này được Drobow mô tả khoa học đầu tiên năm 1946.